# Ministerio de Seguridad Pública (Costa Rica)
El Ministerio de Seguridad Pública de Costa Rica (MSP) es el ministerio del gobierno de Costa Rica encargado de la seguridad ciudadana, conservar el orden público, la organización de las fuerzas policiales, prevenir las manifestaciones de delincuencia y, de ser necesario, la defensa de la soberanía nacional. Su actual titular es Mario Zamora Cordero.

## Historia
Durante esta administración es también suprimido el Ministerio de Hacienda, Guerra y Marina, que previamente se habría separado de la cartera de Educación Pública, más, sin embargo, el presidente Castro renunciaría a su puesto tras las amenazas de un golpe militar liderado por el General Tomás Guardia Gutiérrez y su sucesor Juan Rafael Mora Porras. Este año sería abolido el ejército por segunda vez. En 1849 es restablecido el ejército por segunda vez. En 1851, el Ministerio se separa de la cartera de Marina y toma el nombre de Ministerio de Hacienda y Guerra, más en 1853 la cartera se reincorporaría. En 1855 incorpora la cartera de Caminos.
En marzo de 1856, da por inicio la Campaña Nacional, desarrollada entre el ejército filibustero estadounidense al mando de William Walker y las tropas costarricenses. Debido a ello se debieron realizar cambios internos en el Ministerio. En este mismo año el Ministerio se separa de la cartera de Caminos, más la vuelve a incorporar una vez más en 1860, junto con la cartera de Marina.
En 1868, el Ministerio absorbe las carteras de Gobernación, Fomento y Justicia, y se separa por segunda vez de la cartera de Caminos, tomando así el nombre de Ministerio de Guerra, Marina, Gobernación, Fomento y Justicia. El Ministerio mantiene sus atribuciones hasta 1883, cuando se separa de las carteras que asumió en 1868, y a la vez que absorbe la cartera de Policía, tomando el nombre de Ministerio de Guerra, Marina y Policía.
Durante la Dictadura de los Hermanos Tinoco, entre 1917 y 1919, se crea la Secretaría de Guerra y Marina, la cual después de la caída de la dictadura mantiene su nombre. En 1923, el presidente Julio Acosta García elimina el Ministerio de Guerra y Marina, pasando las actividades militares a un segundo plano e instaurando una nueva Secretaría con un nuevo enfoque y atribuciones, nombrándose como Ministerio de Seguridad Pública.
Mediante la Junta Fundadora de la Segunda República, en 1948, se crea el Ministerio de Seguridad Pública (MSP), y se nombra a su primer ministro, el señor Edgar Cardona Quirós; es además abolido el ejército al año siguiente, pasando las fuerzas armadas a llamarse Guardia Civil y la cual se encargaría de funciones policiales y de orden y seguridad del país. En 1958 se crea la Sección Aérea, antes nombrada Fuerza Aérea Costarricense, y en 1964 se constituye la Escuela Nacional de Policía.
Durante la administración de Rodrigo Carazo Odio, en 1982, se fusionan el Ministerio de Seguridad Pública y el Ministerio de Gobernación y Policía en uno solo, el cual se denominó como Ministerio del Interior; no obstante, en posteriores administraciones este proyecto no tuvo el apoyo necesario para continuar. En 1983 es promulgada la Ley de Neutralidad, que inhibe al país de participar en conflictos bélicos de forma perpetua, activa y no armada.
En 1994, por decisión política, y vía Decreto Ejecutivo, se le encarga al ministro de Seguridad Pública el recargo del Ministerio de Gobernación y su respectiva cartera. Como no se reformó la Ley, la naturaleza y condición jurídica, administrativa y presupuestaria sigue siendo independiente del Ministerio de Seguridad Pública. El 26 de mayo de ese mismo año, se crea la Ley General de Policía, n.° 7410, que crea y regula la carrera policial en el país, además de establecer la Policía de Fronteras, la Dirección del Servicio de Vigilancia Aérea y la Policía de Control de Drogas. En 1995 se traslada la Guardia de Asistencia Rural al Ministerio.
En el 2000, se crea el Servicio Nacional de Guardacostas, y en 2001 se crea la Dirección de Apoyo Legal Policial.
En 2014, es aprobada la Ley de Proclamación de la Paz como Derecho Humano y de Costa Rica como País Neutral, en la que establece que el país debe tomar una posición neutral en conflictos armados internacionales, además de que obliga al Estado a incluir dentro de sus programas educativos contenidos que cultiven la cultura de paz.

## Funciones
El Ministerio de Seguridad Pública de Costa Rica tiene, entre algunas de sus funciones, las siguientes:
- Servir y proteger a las personas en el goce de sus derechos y garantías individuales.
- Prevenir las manifestaciones de delincuencia y cooperar para reprimirlas.
- Preservar y mantener la soberanía nacional.
- Coadyuvar en el fortalecimiento del principio de la legalidad, mediante el respeto y acatamiento generales de la Constitución Política y las leyes.
- Velar por la seguridad, tranquilidad y el orden público en el país.

La jurisdicción del Ministerio se extiende a todo el territorio nacional, agua territoriales, plataforma continental y espacio aéreo del país.

## Estructura
El Ministerio de Seguridad Pública de Costa Rica se estructura en los siguientes órganos y dependencias:
- El Viceministerio Administrativo.
  - La Dirección General Administrativa Financiera.
    - La Dirección de Recursos Humanos
    - La Dirección de Infraestructura.
    - La Dirección de Proveeduría Institucional.
    - La Dirección de Transportes.
    - La Dirección Financiera.
    - La Dirección de Tecnologías de la Información.
- El Viceministerio de Unidades Regulares de la Fuerza Pública.
  - La Dirección General de Fuerza Pública.
    - La Dirección de Operaciones.ención del delito. La Fuerza Pública de Costa Rica posee unidades de combate urbano, criminalística, antimotines, patrulla de fronteras, policía montada, policía en bicicleta, unidad canina, entre otras. La Fuerza Pública de Costa Rica no posee unidades artilladas ni tiene rangos militares.